# Delko Bogdanić
Delko Bogdanić (Ličko Lešće, 27. kolovoza 1910. – Kosinjski Bakovac, 30. studenoga 1945.) je bio hrvatska vojna osoba. Pripadao je ustaškom pokretu. Po struci je bio trgovac. 

## Životopis
Školovao se u Senju, gdje je završio gimnaziju. Poslije se bavio trgovinom. Sudjelovao je u Velebitskom ustanku. 

### NDH
Nakon što je proglašena NDH, vraća se u Hrvatsku iz emigracije. Obnaša razne dužnosti u vojnim postrojbama, napredujući u hijerarhiji. Prvo je bio opskrbnikom Bojne grupe Francetić koja se nalazila u Sarajevu. Potom je otišao u Zagreb u Glavni stožer zapovjedničtva Ustaške vojnice, gdje je trebao biti obskrbnikom cijele Ustaške vojnice.
U Otočcu je zapovijedao odredom, potom dolazi do položaja zapovjednika bojne u Crnoj legiji. Ondje je kao organizirao krojački i postolarski odjel i urede u ustaškom logoru u Sarajevu, a za rad je putem oglasa pozvao sarajevske obrtnike, kojima je osigurao dobru plaću. Budući da je dobro znao talijanski, preudijeljen je na novu zadaću – ustrojiti XXXIII. djelatnu (doknadnu?) bojnu u Generalskom Stolu. Kolovoza 1942. dobiva činored pričuvnog ustaškog satnika, a u listopadu činored bojnika. Nekoliko dana poslije je preudijeljen u Gospić u IV. stajaći djelatni zdrug, gdje je početkom ožujka 1943. postao zapovjednikom. Zbog izvanrednih ratnih okolnosti, zapovijedao je i 34. djelatnom bojnom. U lipnju 1944. postaje pukovnikom PTB-a. Travnja 1945. je pomoćnikom zapovjednika 10. hrvatske divizije.

### Nakon pada NDH
I nakon pada NDH se nastavio boriti za Hrvatsku u križarskim gerilskim skupinama. Prema nekim svjedočenjima je bio zadnji koji je napustio Gospić. Navodno je otišao u tenku. Na području Pazarišta je odlučio ostati na velebitskom područjuj. S njime je bio i ustaški bojnik Slavko Hajdinović.Bogdanićeva je skupina tako djelovala na Velebitu, a imala je više od 2000 boraca. Djelovala je okolo Kosinja, Kutereva i njegovog rodnog Ličkog Lešća. Njegova skupina je bila najpoznatija i nje su se jugokomunističke vlasti najviše pribojavale. S druge strane, ugled je imala i kod ustaškog izbjeglog vodstva, pa su računali da je vođa (precijenjenog, v. operacija 10. travnja) domovinskog otpora, uz Maksa Luburića i Rafaela Bobana.
Zaslužan je za to što su se raspršene i neorganizirane križarske skupine na gospićkom području uspjele povezati, što se stvorila široka suradnička mreža, obavještajna služba, što su se opskrbili sanitetskom opremom, propagandnim sredstvima i materijalima. Sam se držao vrlo izolirano i pridavao je veliku pozornost svojoj tajnosti. Bio je izvrsni propagandist: držao se tajno. Kao i kad je izašao iz Gospića, i u gerili je bio okružen samo malom broju najpovjerljivijih ljudi. Zbog sigurnosnih razloga nije dopuštao da se drugi priključe njegovom užem krugu. Borbeno nisu djelovali, no propagandno-promidžbeno je bila iznimno učinkovita, jer je podigao moral križarskim skupinama, bolje povezao redove i omogućio da se okolno stanovništvo ohrabri i pomaže njegovu križarsku mrežu. Stanovnici Kosinja nekoliko mjeseci su ga snabdijevali hranom prije no što li je njegov položaj otkriven.
Umro je nasilnom smrću, aktivirao je ručnu bombu zemunici kad su ga OZNA-ine postrojbe okružile. I prema OZNA-inim izvješćima, navodno je počinio samoubojstvo. Njegova smrt je jugokomunističkom režimu predstavljala veliki uspjeh. Stvar je išla dotle da su mu mrtvo tijelo izložili iza gospićkog zatvora kao što se izlaže ulovljena medvjeda, da bi ga ponizili pred narodom i pohvalili se svojim navodnim uspjehom, ali i zastrašili lokalno stanovništvo koje je u Bogdaniću vidjelo herojskog borca. Brojni svjedoci nisu identificirali tijelo izloženog mrtvog muškarca kao Delka Bogdanića., stoga je vjerojatno da su vlasti izložile bilo koga samo da bi razbile narodu sliku o živom junaku, demoralizirale križarske skupine, a možda i da bi isprovocirale reakciju Delka Bogdanića koji se krio po okolnim šumama, da bi pokazao da je živ i tako si možebitno odao položaj. Vjerojatno je da je ipak poginuo, ali kao anonimni križar.
Bio je jednim od rijetkih osoba iz ustaškog pokreta koji je bio veličan ispisanim parolama po javnim mjestima; sličan status je imao samo Ante Pavelić i još neki. Zabilježeno je da su po nužnicima u gimnaziji u Gospiću se povremeno pojavljivale parole "Živio vitez Delko
Bogdanić!", a njegova hrabrost je bila opjevana i u pučkom domoljubnom pjesništvu.

## Odličja
- dva reda "Željeznog Trolista" IV. stupnja s hrastovim grančicama
- dva reda "Željeznog Trolista" III. stupnja s hrastovim grančicama
- Kolajna poglavnika Ante Pavelića za hrabrost II. stupnja[5]

## Vanjske poveznice
- Kolo  Arhivirana inačica izvorne stranice od 4. ožujka 2016. (Wayback Machine) Ante Tadić:  Svjedočanstvo Ivana Tadića "Brkića", 3. listopada 2008.